# Ola Källenius

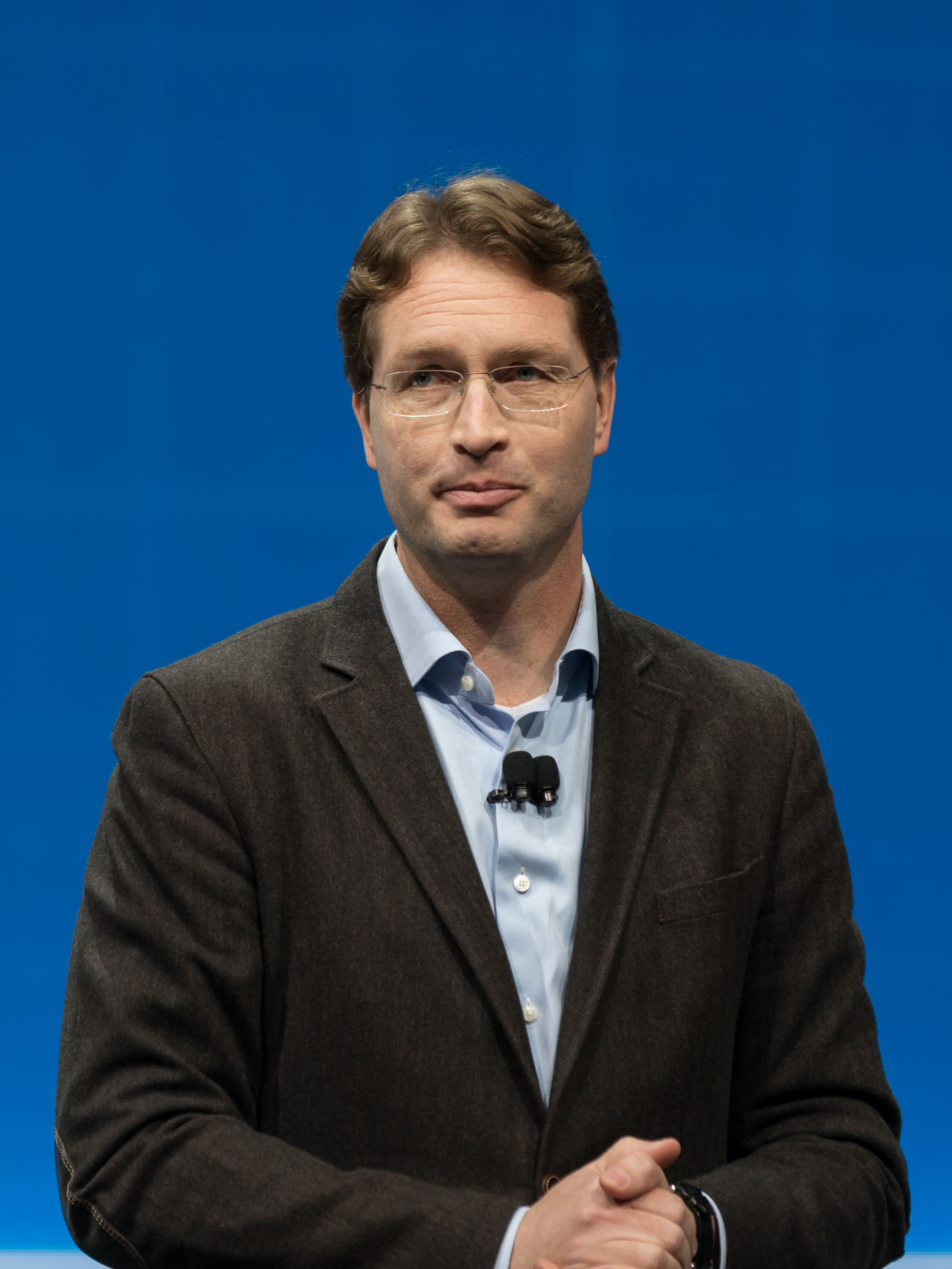
Ola Källenius (2018)

Sten Ola Källenius (* 11. Juni 1969 in Västervik) ist ein schwedisch-deutscher Manager und seit dem 22. Mai 2019 Vorstandsvorsitzender der Mercedes-Benz Group AG.

## Leben und Karriere
Nach seinem Wehrdienst 1988/89 absolvierte er an der Handelshochschule Stockholm und der Universität St. Gallen die Masterstudiengänge „International Management“ und „Finance and Accounting“.
Er begann sein Berufsleben im Jahr 1993 bei der damaligen Daimler-Benz AG in der „Internationalen Nachwuchsgruppe“. Nach ersten Aufgaben im Controlling übernahm er verschiedene Führungspositionen innerhalb der Daimler AG, unter anderem als Bereichsleiter des Einkaufs „Antriebsstrang“ der Mercedes Car Group. 2010 übernahm er den Vorsitz der Geschäftsführung der Mercedes-AMG GmbH, den er am 1. Oktober 2013 an Tobias Moers abgab. Ab Oktober 2013 war er als Mitglied des Bereichsvorstandes Mercedes-Benz Cars für den Vertrieb der Pkw-Marken Mercedes-Benz und Smart zuständig und wurde am 1. Januar 2015 in dieser Funktion in den Vorstand der Daimler AG berufen. Am 1. Januar 2017 übernahm er als Vorstandsmitglied die Leitung des Bereichs „Konzernforschung und Mercedes-Benz Cars Entwicklung“. Er wurde damit zum Nachfolger von Thomas Weber, der seit 2004 für diesen Bereich zuständig gewesen war und in den Ruhestand wechselte. Britta Seeger wurde Källenius’ Nachfolgerin als Vorstandsmitglied für Mercedes-Benz Cars Vertrieb.
Källenius löste Ende Mai 2019 Dieter Zetsche als Vorstandsvorsitzenden der damaligen Daimler AG ab. Medienberichten zufolge plante Källenius aufgrund von hohen Entwicklungsausgaben, alleine bei Mercedes-Benz bis 2021 Kosten in Höhe von sechs Milliarden Euro einzusparen. Darüber hinaus wollte Källenius Daimler grüner gestalten als sein Vorgänger und das Unternehmen bis 2040 „CO2-frei“ machen. Am 14. November 2019 kündigte er im Londoner Corinthia-Hotel an, die Personalkosten bis Ende 2022 um 1,4 Milliarden Euro kürzen zu wollen.
Ola Källenius ist seit 2020 Mitglied des International Advisory Council der ESMT Berlin. Das Manager Magazin zeichnete Källenius als Manager des Jahres 2021 aus. Er ist zudem Mitglied des Senats der Deutschen Akademie der Technikwissenschaften (acatech). Seit 2025 ist er Präsident der Association des Constructeurs Européens d’Automobiles, dem Verband der europäischen Automobilhersteller.
Weggefährten beschreiben ihn als einen Manager, für den vor allem die Rationalität und Analytik im Vordergrund steht – mitunter führt dies  dazu, dass er manchmal sehr fordernd oder nüchtern an gewissen Stellen wirkt. Anders als sein Vorgänger, Dieter Zetsche, ist Källenius in seinem Managementstil weniger öffentlichkeitswirksam, d. h. während Zetsche oftmals den großen Auftritt suchte, trifft sich Källenius eher in aller Stille.

## Familie
Källenius ist mit Sabine Källenius verheiratet. Das Paar hat drei Söhne.

## Privates
Zu den Hobbys von Källenius gehören Basketball und Motorsport. Im Juli 2023 nahm er zusätzlich zur schwedischen auch die deutsche Staatsangehörigkeit an.

## Veröffentlichungen
Ola Källenius: Das klimaneutrale Auto. Warum ich zuversichtlich bin. In: Winfried Hermann (Hrsg.): Antriebswende. Strategien, Positionen und Meinungen zur neuen Mobilität. Molino Verlag, Schwäbisch Hall und Sindelfingen 2023, S. 95–105, ISBN 978-3-948696-51-1.